# Sadowie
Sadowie è un comune rurale polacco del distretto di Opatów, nel voivodato della Santacroce.
Ricopre una superficie di 81,71 km² e nel 2004 contava 4 324 abitanti.